# زمین‌لرزه کانادا
زمین‌لرزه کانادا ممکن است به یکی از موارد زیر اشاره داشته باشد:
- زمین‌لرزه ۲۰۰۰ کانادا
- زمین‌لرزه ۱۹۲۵ کانادا
- زمین‌لرزه ۱۹۹۷ کانادا